# Type 87 (semovente)
Il cannone antiaereo semovente Type 87 (式自走高射機関砲, Hachinana shiki jisō kōsha kikanhō) è  un mezzo cingolato entrato in servizio nella Japan Ground Self-Defense Force nel 1987. Ne furono costruiti un totale di 52 esemplari. Il sistema è composto dallo scafo del carro armato Type 74 e da una torretta con radar armata di cannoni Oerlikon KDA da 35 mm. 
Il veicolo è anche noto con la denominazione in inglese Type 87 self-propelled anti-aircraft gun, la sigla abbreviata 87AW, e il soprannome scherzoso Guntank tratto dalla serie anime Mobile Suit Gundam.

## Progetto e sviluppo
Il progetto nacque nel 1978, con lo scopo di realizzare un mezzo per sostituire il cannone antiaereo semovente M42 Duster e il semicingolato antiaereo M15, entrambi forniti dagli Stati Uniti. 
Il design si ispirava esplicitamente al tedesco Gepard armato con due cannoni Oerlikon da 35 mm. Inizialmente si intendeva utilizzare il corpo del carro armato Type 61, ma si dimostrò fin da subito obsoleto e inadeguato, e si decise perciò di fare affidamento sul nuovo Type 74.

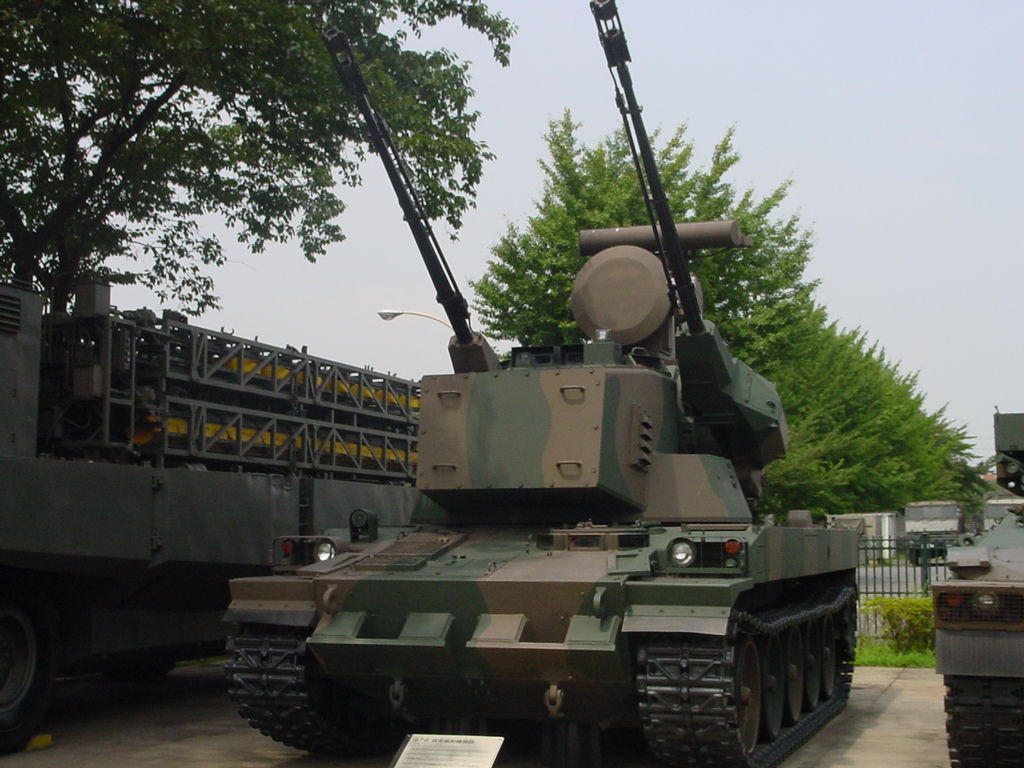
Il prototipo del 1983 esposto al museo di Saitama.

La costruzione del prototipo incominciò nel 1982, e si concluse nel 1983, con l'inizio delle prove pratiche che durarono per un certo periodo di tempo. Finalmente nel 1987 il cannone antiaereo semovente Type 87 venne dichiarato idoneo e ufficialmente in servizio.

## Caratteristiche tecniche
Lo scafo è lo stesso del carro armato Type 74, ed è stato prodotto da Mitsubishi Heavy Industries, mentre la torretta è stata progettata e fabbricata da Japan Steel Works. 
L'equipaggio del veicolo è composto dal comandante, il guidatore e il cannoniere.

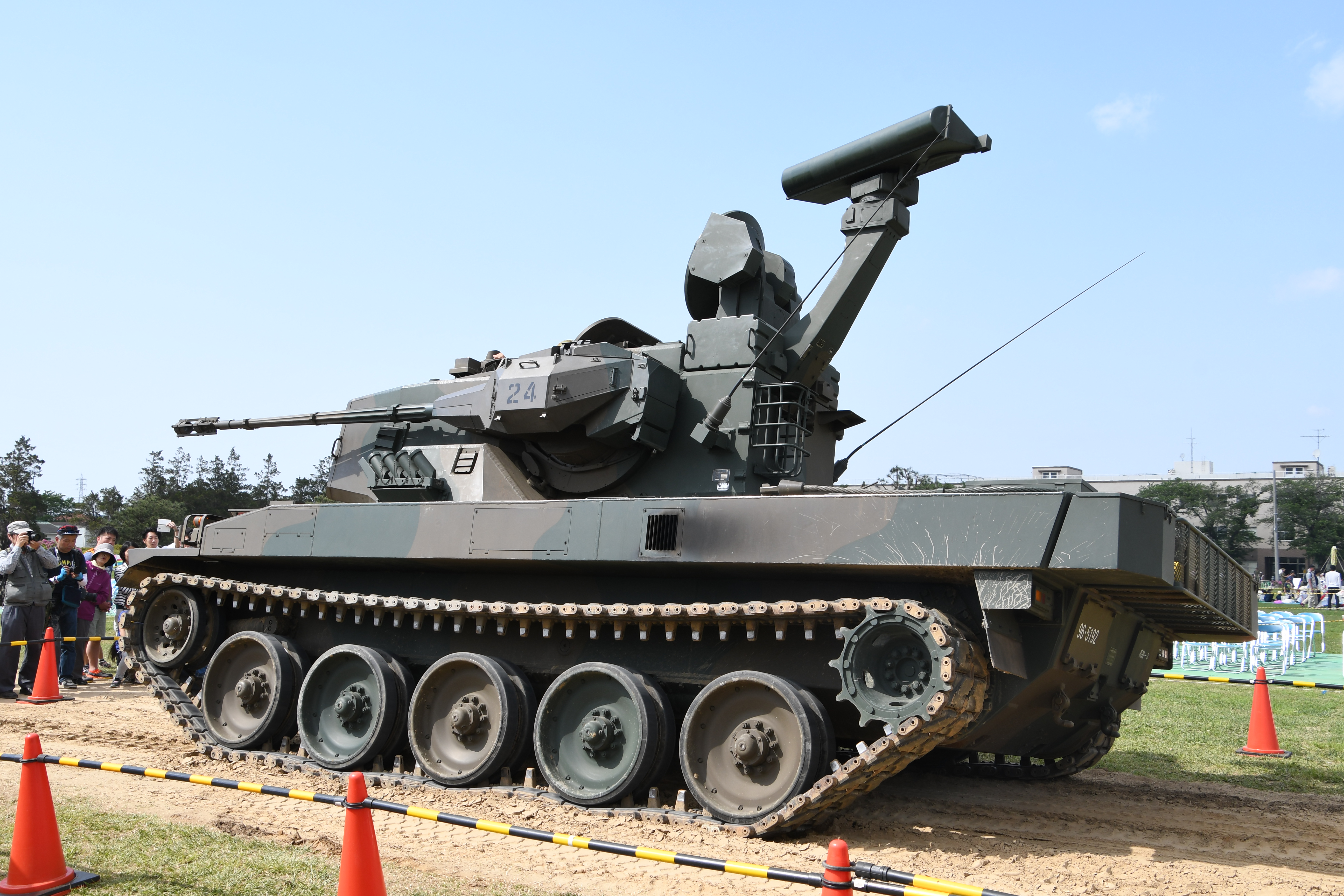
Vista laterale del semovente Type 87.

L'armamento è costituito da due cannoni antiaerei Oerlikon KDA da 35 mm, montati ai lati della torretta, sulla quale sono installati anche un radar Doppler di scoperta aerea e un radar di tracciamento con antenna parabolica. Inoltre è disponibile un sistema di puntamento ottico dotato di una telecamera, un dispositivo di imaging a infrarossi, e un misuratore di distanze laser. 
Il veicolo è fornito anche di lanciagranate fumogene fissati ai lati della torretta.

## Varianti
- AWX (1978)

Prototipo basato sullo scafo del carro armato Type 61. I test mostrarono che la torretta era troppo pesante per questo veicolo.  
- AWX (1983)

Prototipo basato sullo scafo del Type 74. A differenza dei modelli di serie era dotato anche di un dispositivo per agganciare un rullo sminatore Type 92.